# Lionel Laurent
Pour les articles homonymes, voir Laurent.
Lionel Laurent, né le 10 octobre 1964 à Moûtiers en Savoie, est un biathlète français.

## Biographie
Lionel Laurent débute en Coupe du monde lors de la saison 1984-1985. Il monte sur son premier podium en 1989 à l'issue de l'épreuve par équipes disputée à Hameenlinna. En 1992, il participe aux Jeux d'Albertville, où il se classe 47e de l'individuel. Il venait alors d'obtenir son meilleur résultat individuel en Coupe du monde avec une quatrième place à Antholz. Il obtient sa première médaille, en bronze, aux Championnats du monde 1993 dans l'épreuve par équipes.
Aux Jeux olympiques d'hiver de 1994, il est médaillé de bronze du relais avec  Patrice Bailly-Salins, Hervé Flandin et Thierry Dusserre, quelques semaines après avoir remporté avec ses coéquipiers le relais de Coupe du monde disputé à Ruhpolding.
En 1995, il est vice-champion du monde de relais avec Thierry Dusserrre, Franck Perrot et Stéphane Bouthiaux et obtient une deuxième médaille de bronze dans l'épreuve par équipes. Il prolonge sa carrière jusqu'en 1997.
Il se reconvertit en tant qu'entraîneur et prend en charge l'équipe de France féminine jusqu'en 2012.

## Palmarès

### Jeux olympiques d'hiver
| Épreuve / Édition   | Individuel | Sprint | Relais                              |
| ------------------- | ---------- | ------ | ----------------------------------- |
| JO 1992 Albertville | 47e        | -      | -                                   |
| JO 1994 Lillehammer | 32e        | -      | Médaille de bronze, Jeux olympiques |

Légende :
- — : pas de participation à l'épreuve.

### Championnats du monde
| Épreuve     | 1986 à Oslo | 1987 à Lake Placid | 1989 à Feistritz | 1990 à Oslo | 1993 à Borovets                    | 1994 à Canmore | 1995 à Antholz                     | 1997 à Osrblie |
| ----------- | ----------- | ------------------ | ---------------- | ----------- | ---------------------------------- | -------------- | ---------------------------------- | -------------- |
| Individuel  | 45e         | -                  | 51e              | -           | 13e                                | JO             | -                                  | 72e            |
| Sprint      | -           | 34e                | 66e              | 28e         | -                                  | JO             | 33e                                | -              |
| Relais      | 10e         | 7e                 | -                | -           | 8e                                 | JO             | Médaille d'argent, Coupe du Monde  | -              |
| Par équipes | -           | -                  | -                | -           | Médaille de bronze, Coupe du Monde | 8e             | Médaille de bronze, Coupe du Monde | 7e             |

### Coupe du monde
- Meilleur classement général : 26e en 1993.
- Meilleur résultat individuel : 4e.
- 8 podiums en relais et par équipes, dont 1 victoire (4 médailles aux Mondiaux ou aux Jeux olympiques).